# Whitney Hedgepeth
Whitney Hedgepeth (Charlottesville, 19 marzo 1971) è un'ex nuotatrice statunitense.
Specializzata nel dorso e nello stile libero, ha vinto due medaglie d'argento ai Giochi olimpici di Atlanta 1996, nei 100 m e 200 m dorso.

## Palmarès
- Giochi olimpici

Atlanta 1996: oro nella 4x100m misti, argento nei 100m dorso e nei 200m dorso.
- Mondiali

Perth 1991: oro nella 4x100m sl.
- Giochi PanPacifici

Edmonton 1991: oro nella 4x100m sl e nella 4x200m sl.
Atlanta 1995: bronzo nei 200m dorso.
- Giochi panamericani

Indianapolis 1987: oro nella 4x200m sl e argento nei 200m sl.
- Universiadi

Buffalo 1993: oro nei 200m dorso e nella 4x100m sl, argento nei 200m sl e bronzo nei 200m misti.